# Too Big to Fail – Die große Krise
Too Big to Fail – Die große Krise (Originaltitel: Too Big to Fail; zu deutsch: Zu groß zum Scheitern) ist ein US-amerikanisches Filmdrama aus dem Jahr 2011 basierend auf dem Bestseller von Andrew Ross Sorkins Die Unfehlbaren: Wie Banker und Politiker nach der Lehman-Pleite darum kämpften, das Finanzsystem zu retten – und sich selbst (Too Big to Fail: The Inside Story of How Wall Street and Washington Fought to Save the Financial System – and Themselves) von 2009. Wie das Buch konzentriert sich der Film auf die Weltfinanzkrise 2007–2008 und deren Schlüsselfiguren sowie deren Handlungsweisen.
Am 23. Mai 2011 erschien Too Big to Fail als Fernsehfilm im Pay-TV-Sender HBO in den Vereinigten Staaten. In Deutschland wurde die Veröffentlichung am 28. Mai des gleichen Jahres während des Festivals des Großen Fernsehens präsentiert.

## Name
Der namensgebende Filmtitel steht im Englischen für die Systemrelevanz von Unternehmen am Finanzsystem im Zusammenhang mit der Weltfinanzkrise 2007–2008.

## Handlung
Im Mittelpunkt der Handlung stehen die Maßnahmen des US-Finanzministers Henry Paulson von August bis Oktober 2008. Die durch eine Immobilienblase im Jahr 2007 verursachte Weltwirtschaftskrise beginnt sich 2008 zunehmend auch auf US-Finanzunternehmen auszuwirken.
Dick Fuld, CEO von Lehman Brothers, ist auf der Suche nach Geldgebern, um die Verluste seiner Investmentbank aufzufangen. Doch die Investoren sind vorsichtig, da Lehman zuvor hoch riskante (sogenannte „toxische“) Wertpapiere anbot und das US-Finanzministerium gegen eine weitere Rettungsaktion ist, durch welche zuvor Bear Stearns mittels staatlicher Unterstützung gerettet werden musste.
Die Insolvenz von Lehman scheint sich nicht mehr abwenden zu lassen und so schlägt Paulson eine privatwirtschaftliche Lösung vor, bei der das US-Kreditinstitut Bank of America und das britische Finanzunternehmen Barclays an Lehmans „guten“ Wertpapieren interessiert sind. Die fünf Unternehmen JPMorgan Chase, Goldman Sachs, Morgan Stanley, Merrill Lynch und Citigroup sollen im Gegenzug Lehmans Risikoanteile übernehmen, um die Invsolvenz zu verhindern. Doch die Bank of America zieht sich aus der Lehman-Übernahme zurück und übernimmt stattdessen Merrill Lynch, welche sich zuvor zum Kauf angeboten hatten. Obwohl sich die vier verbleibenden Unternehmen bereit erklären, die Lehman-Anteile zu übernehmen, verhindert die britische Bankenaufsicht die Übernahme durch Barclays, wodurch Lehman Brothers schließlich am 15. September 2008 Insolvenz anmelden muss.
Währenddessen bahnt sich eine weitere Krise an, als bekannt wird, dass der weltweit operierende Versicherungskonzern AIG mehrere Milliarden US-Dollar Verluste einfährt. Derweil haben Lehman-Kunden keinen Zugriff mehr auf ihr Kapital, wodurch Anleger anderer Investmentbanken ihr Kapital abziehen und die Aktienkurse ins Bodenlose fallen. Paulson sieht sich derweil schweren Vorwürfen ausgesetzt, die Lehman-Pleite nicht verhindert zu haben, da viele internationale Märkte und Großkonzerne am Tropf der Wall Street hängen. Schließlich versucht das Finanzministerium über die US-Notenbank in Verhandlungen zur Rettung von AIG einzusteigen, um einen Kollaps des Finanzmarkts zu verhindern. Der Notenbankchef Ben Bernanke unterbindet dies jedoch und verweist auf die fehlende gesetzliche Grundlage, welche erst durch den Kongress geschaffen werden muss.
Daraufhin erarbeiten Paulson und sein Team den Gesetzesentwurf „Troubled Asset Relief Program“ (TARP), der vorsieht, die Risikopapiere der Banken aufzukaufen, um so deren Liquidität wieder zu erhöhen. Timothy Geithner, Präsident der Federal Reserve Bank New York, erkennt jedoch, dass die Zeit nicht reicht, die Entscheidung des Kongress abzuwarten. In Abstimmung mit Paulson versucht Geithner Fusionen zwischen verschiedenen Investment- und Geschäftsbanken herbeizuführen, welche dadurch zwar noch mächtiger, dann jedoch unter der Kontrolle der US-Notenbank stehen würden.
Paulsons Gesetzesentwurf scheint beschlossene Sache, doch als der republikanische Senator und Präsidentschaftskandidat John McCain seinen Wahlkampf unterbricht, um sich in die Verhandlungen einzuschalten, kippt die Mehrheit im Kongress und das Gesetz wird abgelehnt. Nach einer Überarbeitung des Gesetzes, welches nun eine direkte Kapitalzuführung des Finanzministeriums für die Banken vorsieht, und durch den Druck des US-Präsidenten George W. Bush wird das Gesetz in einer zweiten Abstimmung vom Kongress verabschiedet.
Paulson unterrichtet die Banken von der geplanten Kapitalzuführung durch das TARP-Gesetz, wodurch das US-Finanzministerium Vorzugsaktien erhält und die Banken das Geld für die Kreditvergabe verwenden sollen, um den Markt wieder zu stabilisieren. Obwohl nicht alle das Geld benötigen, wird ihnen die Bedeutung und Tragweite dieser Maßnahme erklärt, woraufhin einige widerwillig die Hilfsgelder annehmen. Weitere Bedingungen für die Verwendung des Geldes werden nicht gemacht, damit die Banken es nicht abweisen. Dieses Diktat der Banken wird am Ende von Paulsons Pressesprecherin Michele Davis scharf kritisiert. Paulson und sein Team hoffen allerdings, dass die Banken das Geld in ihrem Sinne verwenden.
Im Abspann ist zu lesen, dass die Banken durch das „Troubled Asset Relief Program“ weniger Kredite vergaben und die Aktienmärkte weiter fielen. Ebenso stieg die US-Arbeitslosenquote auf über 10 Prozent und Millionen Familien verloren durch Zwangsvollstreckungen ihr Zuhause. Schließlich stabilisierten sich die Märkte 2009 und eine weltweite Depression wurde abgewendet. Die größten Banken zahlten das Geld, das sie von TARP erhielten, wieder zurück. Jedoch verfügen nun 10 Banken über 77 Prozent des US-Bankvermögens und sind nun „zu groß, um unterzugehen“ (siehe Systemrelevanz).

## Auszeichnungen und Nominierungen

### 2011
- Primetime-Emmy-Verleihung 2011
  - Nominierung: „Outstanding Lead Actor in a Miniseries or Movie“ für William Hurt
  - Nominierung: „Outstanding Supporting Actor in a Miniseries or Movie“ für Paul Giamatti
  - Nominierung: „Outstanding Supporting Actor in a Miniseries or Movie“ für James Woods
  - Nominierung: „Outstanding Sound Mixing for a Miniseries or a Movie“ für James Sabat, Chris Jenkins und Bob Beemer
  - Nominierung: „Outstanding Single-Camera Picture Editing for a Miniseries or a Movie“ für Plummy Tucker und Barbara Tulliver
  - Nominierung: „Outstanding Main Title Design“ für Michael Riley, Bob Swensen, Adam Bluming und Cory Shaw
  - Nominierung: „Outstanding Directing for a Miniseries, Movie or a Dramatic Special“ für Curtis Hanson
  - Nominierung: „Outstanding Cinematography for a Miniseries or Movie“ für Kramer Morgenthau
  - Nominierung: „Outstanding Casting for a Miniseries, Movie or a Special“ für Alexa L. Fogel und Christine Kromer
  - Nominierung: „Outstanding Writing for a Miniseries, Movie or a Dramatic Special“ für Peter Gould
  - Nominierung: „Outstanding Miniseries or Movie“ für Curtis Hanson, Paula Weinstein, Jeffrey Levine, Carol Fenelon und Ezra Swerdlow

- Satellite Awards 2011
  - Nominierung: „Best Miniseries or Motion Picture Made for Television“ für Too Big to Fail
  - Nominierung: „Best Actor in a Supporting Role in a Series, Mini-Series or Motion Picture Made for Television“ für James Woods
  - Nominierung: „Best Actor in a Miniseries or a Motion Picture Made for Television“ für William Hurt

- OFTA Television Awards 2011
  - Auszeichnung: „Best Supporting Actor in a Motion Picture or Miniseries“ für Paul Giamatti
  - Nominierung: „Best Actor in a Motion Picture or Miniseries“ für William Hurt

- Television Critics Association Awards 2011
  - Nominierung: „Outstanding Achievement in Movies, Miniseries and Specials“ für Too Big to Fail

- Casting Society of America 2011
  - Nominierung: „Outstanding Achievement in Casting – Television Movie/Mini Series“ für Alexa L. Fogel und Christine Kromer

- Hollywood Post Alliance Awards 2011
  - Nominierung: „Outstanding Sound – Television“ für Michael Kirchberger, Chris Jenkins, Bob Beemer und Universal Studios

### 2012
- Golden Globe Awards 2012
  - Nominierung: „Best Mini-Series or Motion Picture Made for Television“ für Too Big to Fail
  - Nominierung: „Best Performance by an Actor in a Mini-Series or a Motion Picture Made for Television“ für William Hurt
  - Nominierung: „Best Performance by an Actor in a Supporting Role in a Series, Mini-Series or Motion Picture Made for Television“ für Paul Giamatti

- Writers Guild of America Award 2012
  - Auszeichnung: „Long Form – Adapted“ für Peter Gould

- PGA Awards 2012
  - Nominierung: „Outstanding Producer of Long-Form Television“ für Carol Fenelon, Jeffrey Levine und Paula Weinstein

- Cinema Audio Society Awards 2012
  - Auszeichnung: „Outstanding Achievement in Sound Mixing for Television Movies and Mini-Series“ für James Sabat, Chris Jenkins, Bob Beemer und Chris Fogel

- Art Directors Guild Awards 2012
  - Nominierung: „Television Movie or Mini-Series“ für Bob Shaw, Miguel López-Castillo, Katya Blumenberg, Larry M. Gruber, Holly Watson, Peter Hackman und Carol Silverman

- Screen Actors Guild Awards 2012
  - Auszeichnung: „Outstanding Performance by a Male Actor in a Television Movie or Miniseries“ für Paul Giamatti
  - Nominierung: „Outstanding Performance by a Male Actor in a Television Movie or Miniseries“ für James Woods

## Veröffentlichungsgeschichte
| Region             | Datum              | Titel                                   | Quelle |
| ------------------ | ------------------ | --------------------------------------- | ------ |
| Brasilien          | keine Angabe       | Grande Demais para Quebrar              | [ 2 ]  |
| Deutschland        | 28. Mai 2011       | Too Big to Fail – Die große Krise       | [ 2 ]  |
| Finnland           | 27. Juni 2012      | Talousmahti murtuu                      | [ 2 ]  |
| Frankreich         | 6. September 2011  | Too Big to Fail                         | [ 2 ]  |
| Italien            | 4. November 2011   | Too Big to Fail – Il crollo dei giganti | [ 2 ]  |
| Kanada (frz.)      | keine Angabe       | Débâcle à Wall Street                   | [ 2 ]  |
| Niederlande        | 10. Februar 2012   | Too Big to Fail                         | [ 2 ]  |
| Polen              | 14. April 2013     | Zbyt wielcy, by upasc                   | [ 2 ]  |
| Portugal           | keine Angabe       | Demasiado Grande Para Falhar            | [ 2 ]  |
| Russland           | keine Angabe       | Слишком крут для неудачи                | [ 2 ]  |
| Schweden           | 27. Juni 2012      | Den ekonomiska stormaktens kris         | [ 2 ]  |
| Spanien            | 24. August 2011    | Malas noticias                          | [ 2 ]  |
| Ungarn             | 24. September 2011 | Válság a Wall Streeten                  | [ 2 ]  |
| Vereinigte Staaten | 23. Mai 2011       | Too Big to Fail                         | [ 2 ]  |